# Gert Steegmans
Gert Steegmans (ur. 30 września 1980 w Hasselt) – belgijski kolarz szosowy.

## Najważniejsze zwycięstwa i sukcesy
- 1996
  -  1. miejsce w mistrzostwach Belgii (do lat 17, start wspólny)
- 1998
  -  1. miejsce w mistrzostwach Belgii (do lat 19, jazda ind. na czas)
- 2002
  -  1. miejsce w mistrzostwach Belgii (do lat 23, jazda ind. na czas)
- 2005
  - 1. miejsce w Nationale Sluitingprijs
  - 1. miejsce w Tour de Picardie
- 2006
  - 2. miejsce w Volta ao Algarve
    - 1. miejsce na 3. i 4. etapie

  - 1. miejsce na 5. etapie Tour de Belgique
  - 1. miejsce na 2. etapie Tour de Picardie
  - 1. miejsce na 3. etapie Cztery Dni Dunkierki
- 2007
  - 1. miejsce na 1. etapie Volta ao Algarve
  - 1. miejsce na 2. etapie Tour de France
  - 1. miejsce na 5. etapie Tour de Rijke
  - 1. miejsce na 3. etapie Driedaagse van De Panne-Koksijde
  - 1. miejsce na 4. etapie Cztery Dni Dunkierki
  - 1. miejsce w Circuit Franco-Belge
    - 1. miejsce na 2. i 4. etapie
- 2008
  - 1. miejsce na 2. i 4. etapie Paryż-Nicea
  - 1. miejsce na 2. etapie Cztery Dni Dunkierki
  - 1. miejsce na 21. etapie Tour de France
  - 1. miejsce w Memorial Rik Van Steenbergen
  - 2. miejsce w Paryż-Bruksela
  - 1. miejsce w Halle–Ingooigem
- 2009
  - 1. miejsce na 2. etapie Vuelta a Andalucía
- 2010
  - 3. miejsce w Paryż-Tours
- 2011
  - 1. miejsce w Nokere Koerse
- 2012
  - 4. miejsce w Tour of Qatar